# Vasile Budacă
Vasile Budacă (n. 1 ianuarie 1975) este un deputat român, ales în 2024 din partea PSD. 